# 작센 공작부인 잉글랜드의 마틸다
작센 공작부인 잉글랜드의 마틸다(1156년 ~ 1189년 6월 28일)는 헨리 2세와 아키텐의 엘레오노르의 장녀이다. 하인리히 사자공과의 결혼을 통해 작센 및 바이에른 공작 부인이 되었다.

## 생애 초기
마틸다는 헨리 2세와 엘레오노르 사이에서 세 번째로 태어난 딸로 청년왕 헨리가 그의 오빠이며, 그녀 밑으로 사자심왕 리처드 1세, 제프리 2세, 카스티야의 엘레오노르, 시실리의 조안, 존이 있다. 이름은 아버지 헨리 2세의 모후인 마틸다에서 따온 것이며, 어린 시절은 어머니와 함께 많은 시간을 보낸 듯하다.

## 결혼
1165년 쾰른 대주교 라이날드 폰 다셀이 마틸다의 결혼 협상을 위해 독일측 대표로 루앙에 있는 헨리 2세의 궁에 도착했다. 그러나 대주교를 맞이하기로 한 레스터 백작 보몽의 로베르가 대주교는 대립교황 빅토르 4세를 지지하면서 교회를 분열시킨 혐의가 있다면서 만나기를 거부하자 문제가 발생했다. 헨리 2세는 원래 마틸다를 신성 로마 제국의 프리드리히 1세의 아들과 결혼시킬 생각이었으나 포기할 수밖에 없었고, 대신에 사자공 하인리히와 결혼하기로 하고 마틸다를 1167년 9월에 잉글랜드에서 출발시켰다.
독일에 도착한 마틸다는 작센 공작 및 바이에른 공작 사자공 하인리히와 1168년 2월 1일 민덴 성당에서 결혼했다. 둘의 결혼 생활에서 네 명의 아들과 한 명의 딸이 태어났는데 그 중 한 명이 오토 4세이다.
몇몇 자료에서는 그 외에 3명의 아이들이 더 있다고 나타난다.

## 섭정과 추방 생활
마틸다와 결혼할 무렵의 하인리히는 프리드리히 1세의 동맹자 중 가장 강력했다. 그리하여 1172년부터 1173년까지 하인리히가 십자군 성지를 방문하느라 자리를 비울 때 마틸다가 대신해서 광대한 영지를 다스렸다. 1174년 하인리히가 프리드리히 1세와의 분쟁에 말려들게 되었고, 몇 년 간의 다툼 끝에 위험에 처하게 되자 1182년에 둘은 독일 땅에서 도망쳐 장인 헨리 2세의 궁이 있는 노르망디로 갔다. 프랑스 북부 아르장탕의 왕궁에 머무는 동안 트루바두르 보른의 베르트랑을 만났고, 베르트랑은 그녀를 "Elena" 또는 "Lana"라 부르면서 그녀를 주인공으로 한 두 개의 시를 썼다.
마틸다의 가족들은 헨리 2세의 강력한 보호 아래 노르망디에 머물고 있다가 1185년이 되어서 작센 영지로 되돌아갈 수 있었으나, 1189년 초반에 황제는 하인리히에게 다시금 추방 명령을 내렸다. 이때는 마틸다는 브라운슈바이크에 남아서 남편의 이권을 지키기 위해 노력했으나 3개월 후에 사망하고 말았다.